# دی لمپتون
دی لَـمپتون (انگلیسی: Dee Lampton؛ ‏ ۶ اکتبر ۱۸۹۸ – ۲ سپتامبر ۱۹۱۹) بازیگر اهل ایالات متحده آمریکا بود. وی بین سال‌های ۱۹۱۵ تا ۱۹۱۹ میلادی فعالیت می‌کرد.

## گزیدهٔ فیلم‌شناسی
- لوک، فراهم‌کننده بیمار
- لوک به نیروی دریایی می‌پیوندد
- لوک و پریان دریا
- لوک، فال‌بین
- لوک به تفرجگاه می‌رود
- لوک و اسب‌های مسابقه
- کودک گمشده لوک
- لوک با بی‌ملاحظگی رفتار می‌کند
- زندگی باشگاهی پرشتاب لوک
- آن روزهای خوش کودکی
- لوک خوشگل‌ها را دید می‌زند
- تنها پدرش
- دِین خود را ادا کن
- هل نده
- رئیس بزرگ سرخپوستان
- باقی پولت را بشمار
- چاپ سویی اند کو
- شاهزاده
- یک ماه عسل پرجنب‌وجوش
- دزد را بزن
- تپانچه‌هایی برای صبحانه
- بله، آقا
- پرده را بالا بزن
- یک سرباز وظیفه در سیبری
- دارم میام
- دیگر موجود نیست!
- تحت تعقیب – ۵٬۰۰۰ دلار
- بخت خود را بیازما
- شبی در نمایش
- تب بهاری
- همرنگ جماعت شو
- او ندارد مرا دوست
- رِند شهری
- بیرون کردن میکروب‌ها از آلمان
- همسرم باش
- آقای جاز جوان
- در آتش
- دردسر برادوی
- ارواح جن‌زده
- دست به دهان
- جایی در ترکیه